# Fiat Elba
Fiat Elba – samochód osobowy klasy aut miejskich produkowany przez włoską markę FIAT w latach 1985–2000.

## Historia modelu

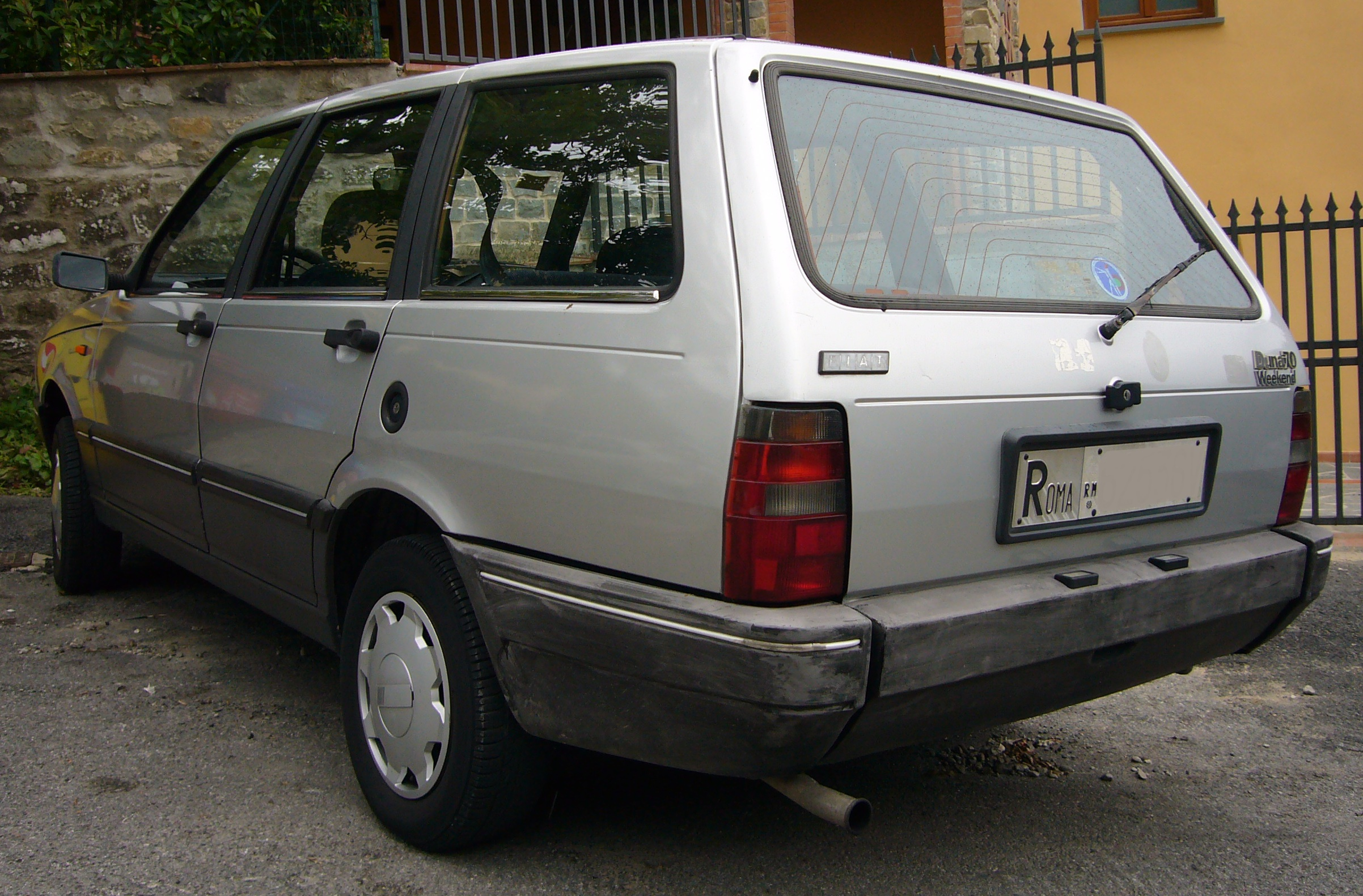
Fiat Elba - tył

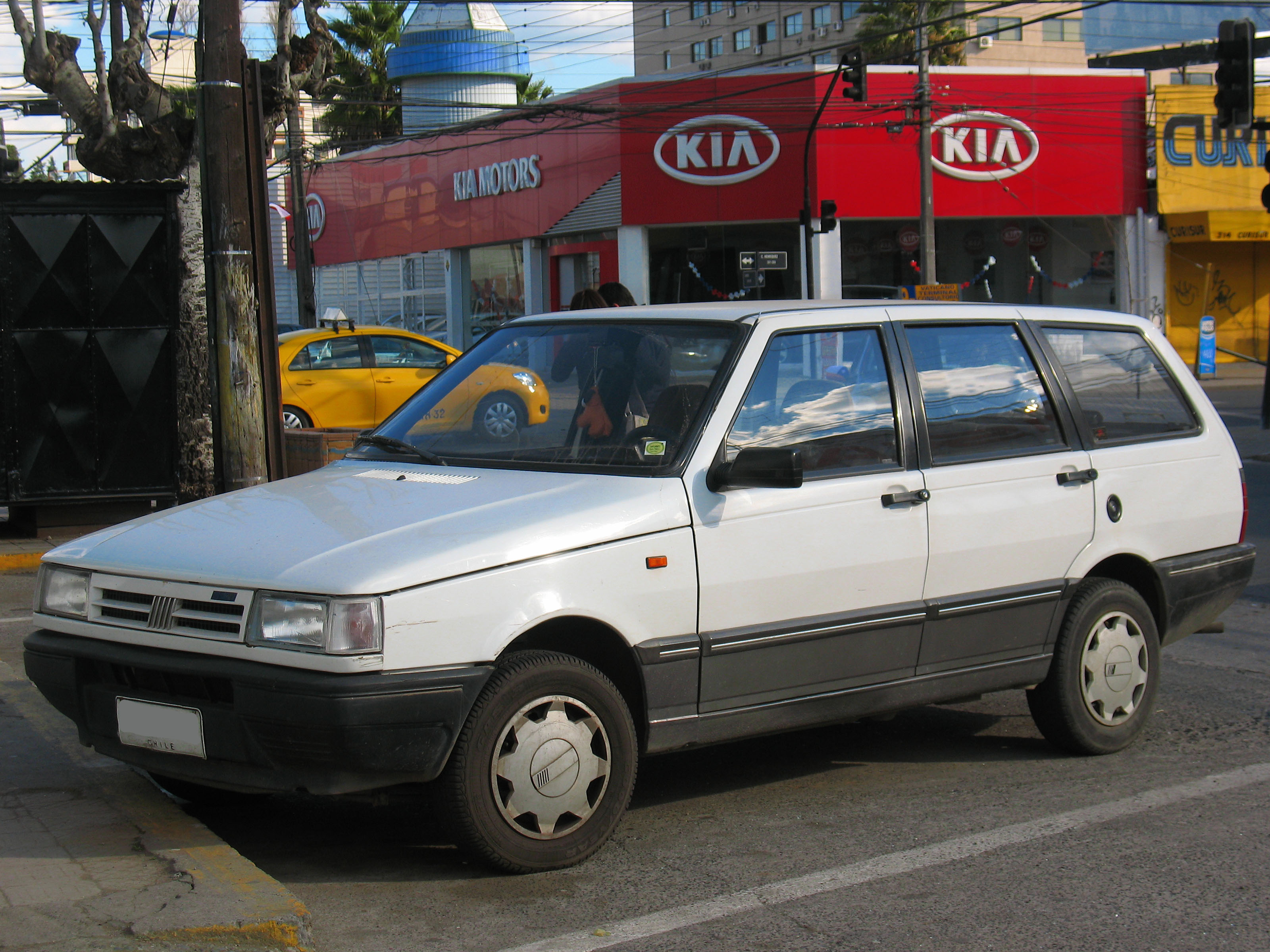
Fiat Elba po liftingu

Fiat Elba powstał na bazie Fiata Uno I jako jedna z jego odmian nadwoziowych, obok Fiata Prêmio/Duna. Zastąpił model Fiat Panorama. W 1991 był również sprzedawany we włoskiej sieci firmy Innocenti jako Innocenti Elba. Model o nadwoziu kombi nosiły nazwę Fiat Duna Weekend. Głównym miejscem produkcji, począwszy do marca 1986 roku do 1996 lub 1997 roku, była fabryka firmy Fiat Automóveis w Betim w Brazylii. Początkowo, do przełomu lat 80. i 90., budowano go tylko w odmianie z dwoma drzwiami z boku. Dopiero po około dwóch latach uruchomiono produkcję wersji z dodatkową parą drzwi. Na bazie wersji nadwoziowej z dwoma drzwiami z boku produkowano również odmianę użytkową pod nazwą Fiat Penny. Miała ona zamalowane szyby boczne za drzwiami i miejsce na bagaż za przednimi fotelami.